# Patafysische kalender
Volgens de patafysische kalender is het vandaag:
Jeudi 5 Palotin
152 EP, vulgair: 24 april 2025
De patafysische kalender is een kalender die is geïnspireerd door Alfred Jarry, de bedenker van de 'patafysica en de schrijver van Ubu roi.
De eerste versie van de kalender werd gepubliceerd in L'Almanach du Père Ubu in 1899. De tweede versie verscheen in 1901 in de L'Almanach illustré du Père Ubu. De kalender werd pas in 1948, ver na de dood van Jarry, in gebruik genomen door het Collège de 'Pataphysique.
De kalender telt 13 maanden van elk 29 dagen. De 29e wordt echter niet gebruikt, behalve 29 Gidouille (als de uitzondering op de regel) en 29 Gueule in een schrikkeljaar. De maanden beginnen steeds op een zondag, zodat elke maand een vrijdag de dertiende heeft. De namen van de dagen zijn gelijk aan die van de gewone kalender (meestal worden de Franse namen gebruikt), behalve de 29e (de imaginaire dag) die de naam Hunyadi draagt. 29 Gueule wordt Hunyadi gras (vette hunyadi) genoemd.
Om het voor de lezer niet te moeilijk te maken, wordt achter de datum vaak vermeld wat de vulgaire (in de betekenis: volks, gewoon) datum is.

## Maanden
Het jaar heeft de volgende maanden:
| 1  | Absolu      | van 8 september tot en met 5 oktober        |
| 2  | Haha        | van 6 oktober tot en met 2 november         |
| 3  | As          | van 3 november tot en met 30 november       |
| 4  | Sable       | van 1 december tot en met 28 december       |
| 5  | Décervelage | van 29 december tot en met 25 januari       |
| 6  | Gueules     | van 26 januari tot en met 22 of 23 februari |
| 7  | Pédale      | van 23 of 24 februari tot en met 22 maart   |
| 8  | Clinamen    | van 23 maart tot en met 19 april            |
| 9  | Palotin     | van 20 april tot en met 17 mei              |
| 10 | Merdre      | van 18 mei tot en met 14 juni               |
| 11 | Gidouille   | van 15 juni tot en met 13 juli              |
| 12 | Tatane      | van 14 juli tot en met 10 augustus          |
| 13 | Phalle      | van 11 augustus tot en met 7 september      |

De namen zijn geïnspireerd op de bijzondere terminologie, neologismen en epentheses in het werk van Jarry. Zo schreef hij merdre (in het Nederlands – als eerste woord van het toneelstuk Ubu roi – vertaald met proep) in plaats van merde en oneille in plaats van oreille (oor).
De (weinig gebruikte) Nederlandse namen zijn: Absoluut, Haha, Aas, Zand, Onthersening, Bakkes, Pedaal, Clinamen, Palfrenier, Merdre, Balg, Pantoffel en Fallus.

## Jaartelling
De bij de kalender behorende jaartelling begint op 1 Absolu 1 EP (= Ère 'Pataphysique), de geboortedag van Alfred Jarry (8 september 1873).

## Heiligen
De kalender heeft zijn eigen heiligen, zoals de heilige Guillotine, medicus (13 Décervelage = 10 januari), de heilige Hiëronimus Bosch (17 Clinamen = 8 april) en de Bevalling van de Heilige Johanna, Pausin (1 Merdre = 18 mei).